# Карпиниш (Марамуреш)
Карпиниш (рум. Cărpiniș) насеље је у Румунији у округу Марамуреш у општини Копалник Манаштур. Oпштина се налази на надморској висини од 302 m.

## Становништво
Према подацима из 2002. године у насељу је живело 370 становника, од којих су сви румунске националности.